# Baltemar Brito
Pour les articles homonymes, voir Brito.
Baltemar José de Oliveira Brito (né le 9 janvier 1952 dans l'État de Pernambouc) est un joueur et entraîneur de football brésilien.

## Carrière
Comme joueur, Baltemar Brito évolue comme défenseur. Il joue successivement dans les équipes suivantes : Sport Club do Recife et Santa Cruz Futebol Clube au Brésil, puis Vitória Sport Clube, Paços de Ferreira, Clube Desportivo Feirense, Rio Ave FC, Rio Ave FC et Varzim Sport Club au Portugal.
En 1988 il est nommé entraîneur de son dernier club, Varzim Sport Club, et entame ainsi une carrière de technicien. Il dirige notamment le Clube Atlético de Macedo de Cavaleiros, avant de devenir l'adjoint de José Mourinho à União Leiria, Porto, Chelsea et l'Inter Milan.
En 2010 il redevient entraîneur principal, à Belenenses, puis à Al-Ittihad, Al Dhafra et Grêmio Osasco.